# Taú y Keraná

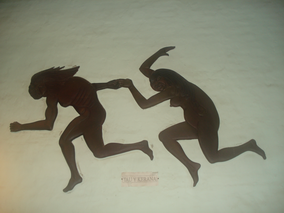
Taú y Keraná.

Taú y Keraná (en guaraní, Tau ha Kerana) son personajes de la mitología guaraní. La pareja fue objeto de una terrible maldición, según la cual sus hijos se convirtieron en los siete monstruos mitológicos guaraníes: Teju Jagua, Mbói Tu'ĩ, Moñái, Jasy Jateré, Kurupí, Ao Ao y Luisón; cabe destacar que todos son sietemesinos, es decir, que nacieron con 7 meses de gestación.

## Los Padres Malditos
Taú era un espíritu maléfico que se había enamorado de la doncella llamada Keraná, una niña de belleza admirable (hija de Marangatú) que se pasaba los días durmiendo. Por esta razón le pusieron por nombre Keraná (dormilona) y kerana la simpática personificación de la tribu.
Taú se había quedado prendado de la joven y para conquistarla se transformó en un apuesto joven.
Con la nueva apariencia Taú visita a Keraná por siete días consecutivos. En el último día, intenta raptar a la joven, por lo que Angatupyry (espíritu del bien) se ve obligado a intervenir para evitarlo. Por ello empieza una lucha con Taú que dura siete días. Finalmente, Taú haciendo el uso de artimañas vence a Angatupyry.
Taú al verse triunfador se lleva a Keraná. Esto ocasiona profunda tristeza e indignación en la tribu por lo cual estos ruegan un castigo ejemplar al transgresor. Entonces vuelve a tomar cartas en el asunto y hace de Taú el objeto de una terrible maldición.

## Los siete monstruos mitológicos

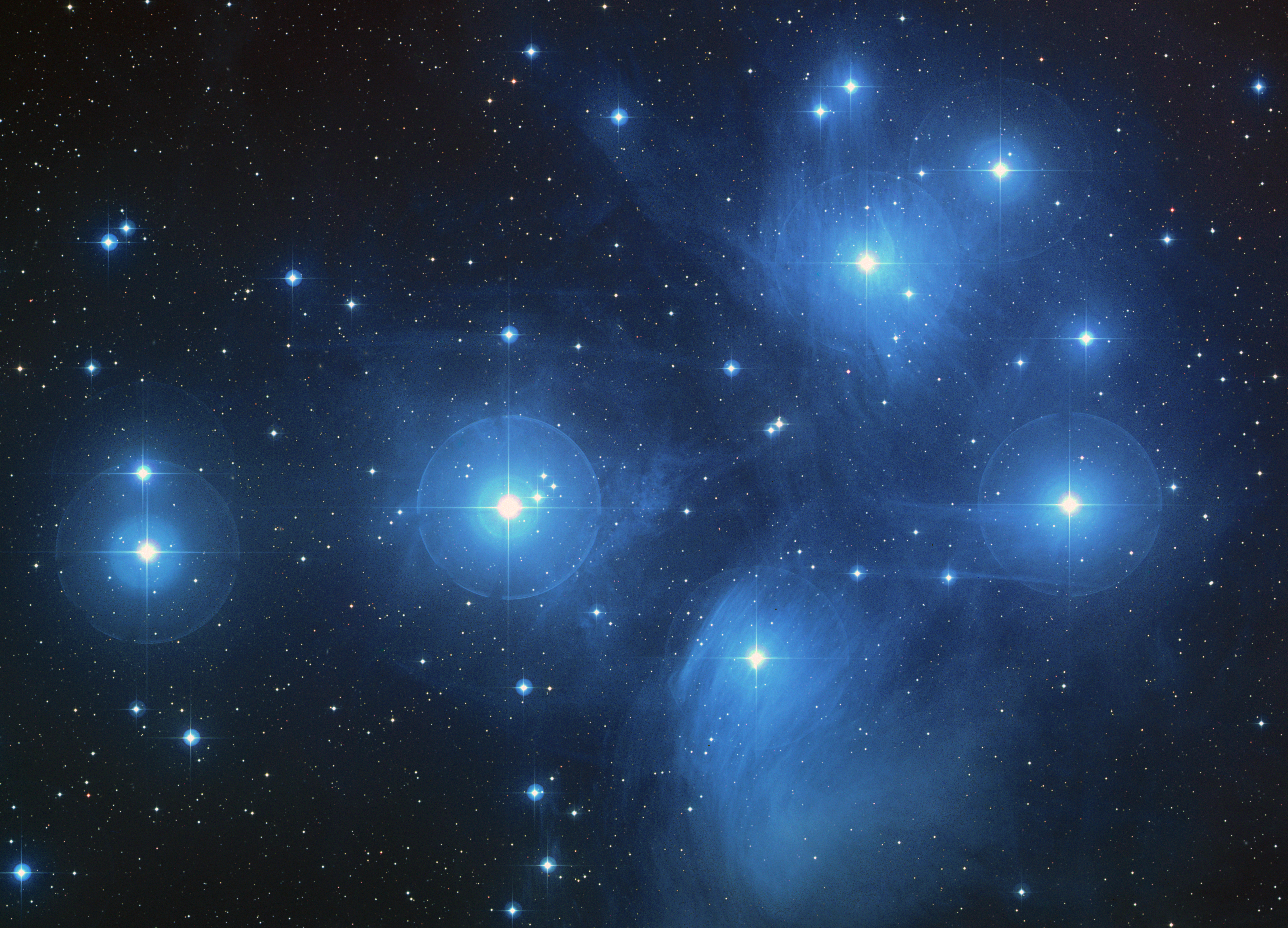
Las Pléyades: la advertencia sobre los siete monstruos (Digitized Sky Survey).

Como castigo a las acciones de Taú, Angatupyry condena a la pareja a parir monstruos. Así nacen los siete monstruos de la mitología guaraní: Teju Jagua, Mbói Tu'i, Moñai, Jasy Jateré, Kurupí, Ao Ao y finalmente Luisón. Todos ellos nacidos de forma prematura (a los siete meses).
Sostiene la leyenda que al nacer el último hijo apareció en el cielo una señal de advertencia para que los hombres se cuiden de estos engendros: las Pléyades.
Al parecer la leyenda quiere asociar el castigo a las siete penas que marcan a la humanidad: el miedo, el dolor, el llanto, el hambre, la sed, la enfermedad y la muerte.

## El caos en la Tierra
Por siete años el mal se extiende por la Tierra. Las acciones de los siete hermanos hacen que reinen el miedo y el terror y no haya refugio en ningún lugar.
Nadie esta a salvo, Kurupí rapta y viola a las doncellas. Moñai roba y saquea. Luisón ultraja los cementerios. Jasy Jateré en sus travesuras rapta a los niños. Ao Ao asola los rebaños de la tribu y devora a sus dueños, mientras que, con sus graznidos, Mbói Tu'ĩ espera acechante en la selva. La mirada de fuego de Teju Jagua en la oscuridad de las cuevas inspiran solo más temor y supersticiones.
Muertes, ultrajes, robos y violaciones predisponen a los habitantes de la tribu a pelearse unos con otros, a matarse entre hermanos. Las familias se atacan unas a otras y se incendian las aldeas.
El mal, propagado por el triunfo de Taú, impera en las tierras que Tupã (el dios supremo) bendijo un día. Ahora los hombres se arman y se matan, prefieren el vandalismo a la bondad. La semilla del mal se instala en la tribu.

## Tumê Arandu y su hermana Porãsy
Tumê Arandú, sabio de la tribu, ve el sufrimiento de su gente y decide pedir ayuda a Tupã para vencer al mal que invadió su tierra. Tupã escucha el ruego y envía un mensaje a Tumê Arandú a través de Jahari gua’a (un guacamayo).
Éste escucha el mensaje y se lo transmite a la tribu. El plan sólo puede ser llevado a cabo por una bella doncella y existe la posibilidad de que ésta nunca retorne. Sin embargo, nadie en la tribu parece ofrecerse ante el temor de tal sacrificio y todos callan.
Tumê Arandu vuelve a su hogar y comenta lo ocurrido a sus hermanas: Guarasyáva, Tupínamba y Porãsy. Porãsy (madre de la belleza), bella y valiente se ofrece como voluntaria para el plan:

“Yo iré a matarlo –dice, poniéndose de pie Porãsy– Engañaré a Moñái y escaparé de sus fauces sin un solo rasguño, pero si Tupã desea el sacrificio, allí estaré para morir por mi pueblo”. 

Porãsy, altiva, extiende su mirada más allá del círculo familiar que la rodea y gira alrededor de los reunidos. Está ansiosa por comenzar su tarea. 
La misión no le asusta. Todo lo contrario, le infunde valor. Porãsy aspira el aire renovado de la tarde que va cayendo del otro lado del río. Llena sus pulmones más que de aire, de valor y coraje. Porãsy ha decidido ser la protagonista y así será.
Ha llegado la hora del fin para los siete hermanos. Ya no tienen escapatoria. Debemos aprovechar este momento. Taú se ha marchado hacia Ruapehú y no podrá intervenir. Si logramos acabar con ellos, haremos retroceder a la maldad que tiende su manto sobre todos nosotros”. 
Un pesado e incómodo silencio se forma cuando Tumê Arandu calla. 
”Si estamos de acuerdo en seguir el plan que Tupã nos dicta, he de marcharme para preparar a mis hermanas e iniciar las acciones”. 
Los asistentes con la mirada clavada en el piso responden con su silencio. El miedo y la incredulidad han ganado su voluntad, pero no pueden impedir que el valor de Tumê Arandu y de sus hermanas se interponga a la maldad. 

Tumê Arandú se levanta y se marcha.
Leyendas y mitos del Paraguay: 
Tomas L. Micó

## El plan está en marcha

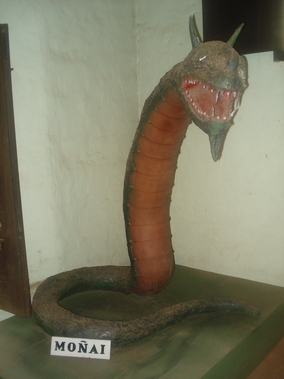
Moñái.

Porãsy se dirige entonces a la cueva de Moñái, donde llega al amanecer. Lentamente ingresa a la cueva sabiendo el peligro que le acecha. Moñái despierta y sale a su encuentro, pero prendado por su belleza no la mata, en su lugar le pregunta qué hacía allí.
Porãsy siguiendo el plan, le dice que estaba fascinada por las historias de su bravura que había escuchado, que estaba enamorada del monstruo y que quería casarse con él. Moñái, obnubilado por la belleza y elocuencia de la joven, acepta hacerlo en ese mismo momento. Porãsy entonces responde que lo haría con una sola condición: que los hermanos de Moñái estén presentes en el casamiento.
Después de pensarlo, Moñái acepta pero le sugiere que se casen en la cueva de Teju Jagua, ya que éste, debido a sus deformidades, no puede salir de su morada. Porãsy accede y ambos se ponen en camino a la gruta. El plan que Tupá había comunicado a Tumê Arandú estaba en marcha.
Durante diez días Porãsy aguarda en la cueva con Teju Jagua mientras Moñái buscaba y reunía a sus otros hermanos. La última noche estando todos los monstruos reunidos se hace una fiesta en la que estos últimos beben chicha y se emborrachan.
Afuera en la noche cerrada, la tribu de Tumê Arandú silenciosamente rodea el cerro donde se encuentra la gruta. La trampa se empieza a cerrar.

## El fin

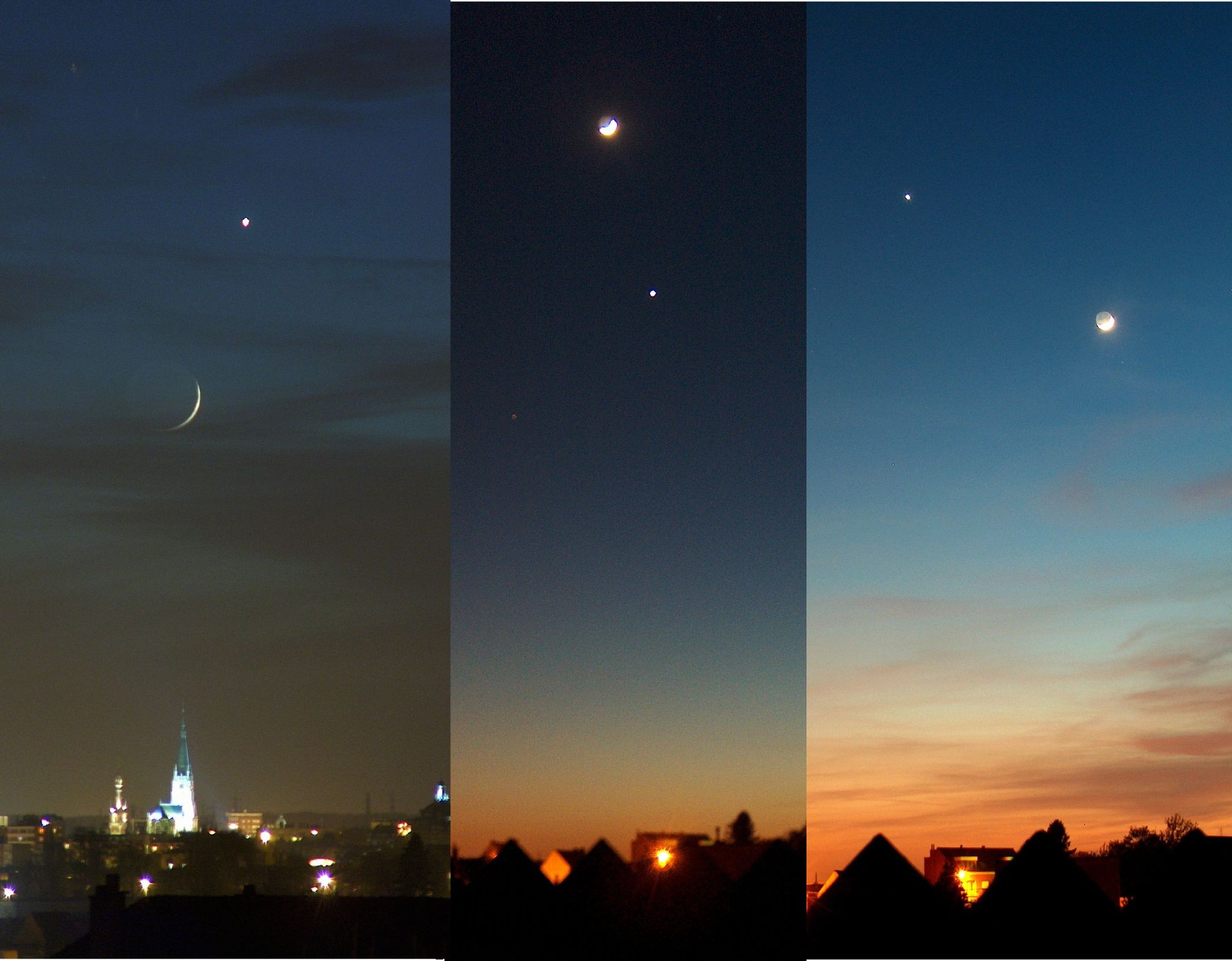
Lucero del Alba (planeta Venus): Tupã premia el sacrificio de Porãsy elevándola a los cielos para que brille durante el amanecer y el ocaso.

La grotesca fiesta se desarrolla dentro de la cueva a los ojos de Porãsy que aguarda la oportunidad para dar la señal a su tribu. Los monstruos se mueven cada vez más toscamente por los efectos del alcohol hasta caer dormidos. La doncella entiende que había llegado el momento adecuado y sigilosamente se aproxima a la entrada para alertar a su gente. En ese instante, Moñái despierta y se abalanza sobre ella con el grito de ¡traición!.
Con gran rapidez envuelve con su cuerpo de serpiente a la frágil joven y se la lleva nuevamente hacia el interior de la cueva. Entonces Porãsy, comprendiendo que su salvación era imposible, grita que bloqueen la cueva. Los hombres de Tumê Arandú taponan la entrada con una gran piedra y prenden fuego al cerro para sellar así para siempre el destino de los monstruos junto con el de la infortunada joven.
El sublime sacrificio de Porãsy para liberar la tierra de los monstruos malditos será recordado por siempre. Tupá, para premiar su entrega, eleva el alma de la heroína al cielo y la convierte en un punto de luz pequeño pero intenso. El espíritu de Porãsy alumbra la aurora desde entonces.